# Morne Bois-Pins
Le morne Bois-Pins est une montagne qui s'élève dans le massif montagneux de la chaîne de la Selle à Haïti.
Le morne Bois-Pins est situé dans le département haïtien du Sud-Est, au nord de l'Arrondissement de Belle-Anse et à une quarantaine de kilomètres au sud de la capitale Port-au-Prince.
Il est le quatrième plus haut sommet d'Haïti avec une altitude de 2 235 mètres (après ceux du pic la Selle, du pic de Macaya et du Morne du Cibao).
Deux autres montagnes d'Haïti portent le même nom mais au singulier : Morne Bois-Pin voisins l'un de l'autre, l'un situé dans le département du Nord et s'élevant à 608 mètres d'altitude et l'autre situé dans le département de l'Artibonite avec un sommet à 642 mètres d'altitude.